# Джозі Алтідор
Джозі Алтідор (англ. Jozy Altidore; нар. 6 листопада 1989, Лівінгстон) — американський футболіст, нападник «Торонто» і національної збірної США.

## Клубна кар'єра
Вихованець футбольної школи клубу «IMG Соккер Екедемі».
У дорослому футболі дебютував 2006 року виступами за «Нью-Йорк Ред Буллз», в якому провів два сезони, взявши участь у 37 матчах чемпіонату. У складі «Нью-Йорк Ред Буллз» був одним з головних бомбардирів команди, маючи середню результативність на рівні 0,41 голу за гру першості.
Своєю грою за цю команду привернув увагу представників тренерського штабу клубу «Вільярреал», до складу якого приєднався 4 червня 2008 року за $10 млн, що стало рекордною трансферною ціною американського футболіста. Проте футболіст відіграв за вільярреальський клуб лише півсезону і не пробився до основного складу команди. Тому в майбутньому гравець провів два з половиною сезони граючи на правах оренди за «Херес», «Халл Сіті» та «Бурсаспор».
До складу клубу АЗ приєднався 15 липня 2011 року, відразу став основним гравцем команди. Протягом двох наступних сезонів за команду з Алкмара провів 67 матчів в Ередивізі, в яких 39 разів відзначався забитими голами.
5 липня 2013 року американський нападник уклав чотирирічний контракт з англійським «Сандерлендом».

## Виступи за збірну
17 листопада 2007 року у віці 18 років дебютував в офіційних матчах у складі національної збірної США. Наразі провів у формі головної команди країни 91 матч, забивши 33 голи.
Зі збірною США U-23 брав участь у літніх Олімпійських іграх 2008 року в Пекіні (Китай).
У складі національної збірної був учасником Кубка Конфедерацій 2009 року у ПАР, де збірна дійшла до фіналу, чемпіонату світу 2010 року у ПАР та домашньому Золотому кубку КОНКАКАФ 2011 року, де збірна також дійшла до фіналу. Учасник чемпіонату світу 2014 року.

## Титули та досягнення
Збірна
- Володар Золотого кубка КОНКАКАФ: 2017
- Срібний призер Золотого кубка КОНКАКАФ: 2011 2019

Клубні
- Володар кубка Нідерландів (1):

«АЗ»: 2012-13.